# Huopai (köpinghuvudort i Kina, Hubei Sheng, lat 32,16, long 112,13)
Huopai (kinesiska: 伙牌, 伙牌镇) är en köpinghuvudort i Kina. Den ligger i provinsen Hubei, i den centrala delen av landet, omkring 270 kilometer nordväst om provinshuvudstaden Wuhan. Antalet invånare är 50 976. Befolkningen består av 25 123 kvinnor och 25 853 män. Barn under 15 år utgör 13,0 %, vuxna 15-64 år 77 %, och äldre över 65 år 8,0 %.
Runt Huopai är det mycket tätbefolkat, med 3 895 invånare per kvadratkilometer. Närmaste större samhälle är Xiangyang, 13,5 km söder om Huopai. Trakten runt Huopai består till största delen av jordbruksmark.
Genomsnittlig årsnederbörd är 862 millimeter. Den regnigaste månaden är augusti, med i genomsnitt 146 mm nederbörd, och den torraste är januari, med 8 mm nederbörd.